# Pablo Mielgo
Pablo Mielgo (* 1976 in Madrid) ist ein spanischer Dirigent. Seit 2014 ist Pablo Mielgo Chefdirigent des  Orquestra Simfònica de les Illes Balears (OSIB) in Palma.

## Biografie
Mielgo studierte in seiner Heimatstadt Madrid am Madrider Royal Conservatory, dem Queen Sofía College of Music und an der Londoner Guildhall School of Music Klavier, sowie Dirigieren und Komposition. Im Anschluss assistierte er unter anderem James Conlon, Jesús López Cobos, Daniel Barenboim und Claudio Abbado.
Mielgo trat international als Gastdirigent auf. Unter anderen war er im Wiener Musikverein und der Arena di Verona sowie der Carnegie Hall New York zu Gast. Er arbeitete in Venezuela mit dem Orquesta Sinfónica Simon Bolívar sowie bei den Qatar Philharmonic Orchestra. Eine enge künstlerische Zusammenarbeit verbindet er mit Juan Diego Florez, den Labèque Schwestern, Pierre-Laurent Aimard, Julian Rachlin und Radovan Vlatkovic.
Nachdem Mielgo im Jahr 2000 das Orquesta Presjovem gegründet hatte, gründete er 2005 unter der Schirmherrschaft von Sir Colin Davis das BandArt Orchestra. 2008 folgte noch die Gründung des Ibero-American Youth Orchestra und in Kooperation mit dem Tenor Juan Diego Floresz des Harmonia Orchestra.
Pablo Mielgo widmet sich der musikalischen Förderung sozial benachteiligter Jugendlicher. Seit 2005 ist er künstlerischer und musikalischer Leiter des SaludArte Foundation. In diesem Rahmen rief er mehrere musikalische Veranstaltungen ins Leben, deren künstlerischer Leitung er auch übernahm. Darunter das Festival España-Venezuela, das spanische Musikfestival Madrid me sueña, eine Tournee des Ibero-American Youth Orchestra durch Spanien und die USA, IberOpera sowie Live, connecting the world through music. Dabei kooperierte er mit  dem Teatro Real in Madrid, New World Symphony in Miami, dem venezolanischen El Sistema und der Florida Grand Opera, sowie mit den Künstlern Placido Domingo, Gustavo Dudamel, José Antonio Abreu und Michael Tilson Thomas.
Seit 2011 hat er zudem die co-künstlerische Leitung der Medellin Philharmonic Academy inne und übernahm 2014 die Leitung des OSIB.
Im Jahr 2017 wurde Mielgo mit dem Preis Pro Arte y Cultura ausgezeichnet.